# Geninho Zuliani
Eugênio José Zuliani, ou simplesmente Geninho Zuliani (Ribeirão Pires, 13 de janeiro de 1976) é um político e administrador brasileiro, filiado ao União Brasil (UNIÃO). Atual prefeito de Olímpia.
É graduado em Tecnologia e em Gestão Pública pela UNISUL – Universidade do Sul de Santa Catarina e tem Pós-Graduação em Master em Liderança e Gestão pelo CLP - Centro de Lideranças Públicas. É casado com Ana Cláudia Casseb Finato Zuliani e tem três filhos.
Exerceu a função de Coordenador do Programa Cidade Legal da Secretária de Estado de Habitação de São Paulo. Geninho Zuliani foi prefeito de Olímpia durante os anos de 2009 a 2016. Foi eleito prefeito nas eleições de 2008 com 35% dos votos e reeleito em 2012 com mais de 73% dos votos, tornando-se a votação recorde no município com 20.281 votos.
Foi deputado federal entre 2019 e 2023. Em 2022 foi candidato à vice-governador de São Paulo na chapa do então governador Rodrigo Garcia.
Em 2024 foi eleito novamente prefeito de Olímpia pela terceira vez, para o mandato 2025 a 2028. 

## Infância e juventude
Geninho é o filho mais novo de José Eugênio e Aparecida Zamperlini Zuliani, que nasceram em Olímpia/São Paulo na década de 1940 e na década de 1970. 
Em 1994, ingressou na Faculdade de Engenharia Civil em São José do Rio Preto. Geninho dividiu-se entre os estudos e o trabalho com o pai no comércio de bebidas, nas atividades agrícolas e junto com o irmão Carlos Cesar, na construção civil.

## Atuação política
Em 1994, filiou-se ao PMDB. Nas eleições de 1996, Geninho concorreu ao cargo de vereador, mas ficou na 1ª suplência, obtendo 438 votos.
Em 1998 elegeu-se presidente da União dos Estudantes Universitários de Olímpia e ainda coordenou as campanhas de Rodrigo Garcia para deputado estadual e Gilberto Kassab para deputado federal.
Em 1999, aos 23 anos, assumiu uma cadeira na Câmara Municipal de Olímpia durante alguns dias, em substituição ao vereador Nego de Melo, que estava de licença para tratamento de saúde.[carece de fontes?]
Em 2000, pelo PFL, atual DEM, foi eleito vereador de Olímpia, sendo o 7° vereador mais votado com 704 votos, elegendo mais quatro vereadores de sua coligação. No ano de 2002, coordenou novamente a campanha de reeleição dos deputados Gilberto Kassab e Rodrigo Garcia, dobrando as votações obtidas em 1998. Foi eleito 1° secretário da Câmara Municipal de Olímpia para o biênio de 2003 a 2004. Em 2004, foi reeleito, sendo o 2° vereador mais votado naquela eleição, conseguindo 1014 votos. No seu segundo mandato, foi eleito presidente da Câmara Municipal  para o biênio de 2005 a 2006.
Em 2008, aos 32 anos, se tornou o prefeito mais jovem a assumir o comando da cidade, sendo eleito com 9894 votos. Em 2012, foi reeleito com a votação recorde de 20.281 votos válidos.

## Presidente da Câmara
Durante seu mandato como presidente da Câmara Municipal de Olímpia, Geninho Zuliani, juntamente, com o então prefeito Dr. Carneiro, a juíza diretora do Fórum de Olímpia e o então deputado estadual Rodrigo Garcia, foram os responsáveis pela conquista da instalação da 3° Vara da Comarca de Olímpia.
Ainda em seu mandato, a Câmara de Olímpia criou a Câmara Jovem, com o objetivo de integrar jovens estudantes das escolas do município, com até 16 anos, nas atividades legislativas.
No fim de seu mandato, em 2006, foram instaladas novas salas para uso próprio dos vereadores, ou seja, os gabinetes e uma nova sala de reuniões.

## Prefeito de Olímpia
No dia 29 de junho de 2008, na Câmara de Olímpia, durante uma convenção entre vários partidos, Geninho foi confirmado como o candidato do DEM a prefeitura da cidade. Como vice-prefeito foi lançado o advogado Luiz Gustavo Pimenta.
No dia 5 de outubro de 2008, Geninho Zuliani foi eleito prefeito de Olímpia, vencendo o então vice-prefeito da cidade, Dr. Pituca, que terminou em 2° lugar e o funcionário público Walter Gonzalis, que ficou em 3° lugar.
Dias após o resultado oficial da eleição, o TSE reconheceu e deferiu a candidatura de Geninho proclamando-o como prefeito eleito.
Em abril de 2008, Geninho foi multado em R$ 21.282 por propaganda eleitoral fora do prazo legal em um blog na internet. O pedido de parcelamento do débito foi protocolado na Justiça apenas no dia 10 de julho daquele ano. Cinco dias antes, prazo final para o registro das candidaturas, portanto, o candidato do DEM tinha pendências com a Justiça Eleitoral, condição que o tornava inelegível, conforme a Lei 9.504, de 1997.
Geninho alegou, no recurso, que a Justiça concedeu a ele um prazo de 30 dias para pagar a multa a partir do momento em que não cabiam mais recursos, no dia 1º de julho. Assim, o prazo impediria que ele fosse declarado inelegível antes do prazo legal para a quitação da dívida. O Ministro Fernando Gonçalves, do TSE, que havia cassado o registro, mudou de posicionamento e votou pela manutenção da candidatura, junto com todos os demais ministros.
Ao tomar posse no dia 1º de janeiro de 2009, o prefeito Geninho Zuliani disse em seu discurso de posse que era necessário derrubar o muro da prepotência, relacionando-se a disputa política que obtinha com o então prefeito Dr. Carneiro.[carece de fontes?]
No dia 30 de agosto de 2010, recebeu o Prêmio Super Cap de Ouro de Prefeito Revelação.
Nas eleições do dia 07 de outubro de 2012, foi reeleito Prefeito de Olímpia com 20.281 votos, com uma porcentagem de mais de 73% dos votos válidos, se transformando em um recorde na história política da cidade. Derrotou o então vereador João Magalhães, que terminou em 2º lugar e a candidata Helena Pereira que terminou em 3º lugar.

## Obras e projetos
Em março de 2010, com a presença do então governador José Serra, foi inaugurada a Escola Técnica Estadual (ETEC). A ETEC refere-se às instituições de ensino mantidas pelo governo do estado de São Paulo e subordinadas ao Centro Paula Souza, que ministram aulas de ensino médio e ensino técnico.
Geninho também reformou e revitalizou a Casa de Cultura de Olímpia, que nunca havia sido modificada desde sua fundação em 1982.
Juntamente com a então secretária de Assistência Social do Estado de São Paulo, Rita Passos, reformou e ampliou o Centro de Referência de Assistência Social, o chamado CRAS, localizado em um bairro com famílias necessitadas. É destinado à prestação de serviços e programas sócio assistenciais de proteção básica às famílias e indivíduos.
Com seu parceiro político, o deputado estadual Rodrigo Garcia, Geninho também inaugurou a reforma do prédio da Delegacia de Polícia Civil e da Circunscrição Regional de Trânsito, a CIRETRAN. Também em seu mandato, foi reinaugurado a nova sede do Tiro de Guerra de Olímpia.
Na área do esporte, o Ginásio de Esportes de Olímpia foi reformado e ampliado por Geninho, com uma nova pista de skate para o ginásio e para os jovens. Conquistou a Praça do PAC, que esta sendo construída no Jardim Campo Belo, com quadras, teatro, cinema e biblioteca.
Após toda a reforma, o ginásio recebeu os Jogos Regionais do Idoso de 14 de abril a 18 de abril de 2010.
A equipe da casa, Olímpia, terminou em 3º lugar na classificação geral. Em 2012, os Jogos Regionais voltaram a ser disputados em Olímpia, entre os dias 29 de março a 1 de abril, terminando a equipe sede em 4º lugar. Em 2015, os Jogos Regionais tiveram sua sede novamente na cidade de Olímpia, pela 3º vez, de 27 de agosto a 30 de agosto.
Em outubro de 2013 inaugurou a primeira ciclofaixa da cidade.
Entre as demais obras de seu governo, houve a inauguração do Centro de Atendimento ao Turista (CAT), que serve de apoio aos turistas e até mesmo aos munícipes fazerem visitações e se informarem dos roteiros existentes.
Na área da habitação, em novembro de 2011, através do programa do Governo Federal Minha Casa, Minha Vida, foi inaugurado o Residencial Village Morada Verde, com 786 casas e em outubro de 2013, através do CDHU, foi inaugurado o Conjunto Habitacional Augusto Zangirolami com 109 casas para os moradores terem um melhor conforto em suas residências. Em junho de 2014, o Prefeito Geninho Zuliani, junto com o deputado federal Rodrigo Garcia, entregou mais 713 unidades habitacionais do programa Minha Casa Minha Vida, para quem possuía renda de até R$ 1.600,00. Em setembro de 2014, entregou mais 273 unidades habitacionais do programa Minha Casa Minha Vida, no residencial Recanto Harmonia, para famílias com renda superior a R$ 1.600,00.. Em 20 de outubro de 2016, com a presença do Deputado Federal e Secretário da Habitação do estado de São Paulo Rodrigo Garcia e do prefeito eleito Fernando Augusto Cunha, sorteou 197 unidades habitacionais da CDHU, no distrito de Baguaçu, na cidade de Olimpia.
Na área da infraestrutura, duplicou em 2011 a antiga Rua Harry Gianechini, hoje Avenida dupla, com ampla iluminação com braços duplos e extensos, que liga a cidade a saída para São Paulo. Pavimentou e ampliou a avenida Alberto Oberg, conhecida como Picadão, depois de 50 anos de espera da população, foram mais de 1,7 km de pavimentação, galerias, rede de água e esgoto, trazendo desenvolvimento para os bairros Cizoto, Paulista, Harmonia e Morada Verde. Em outubro de 2014, assinou o contrato e a ordem de serviços para a canalização do Córrego Olhos D'Água no trecho que compreende a rua Benjamin Constant e a avenida Constitucionalistas de 32, obra que ira melhorar o escoamento das águas de chuva e a urbanização do vale do turismo.
Na área da saúde, em 30 de junho de 2012, inaugurou uma das mais importantes obras, a UPA 24 horas e o SAMU, que levaram o nome do ex-prefeito Wilson Zangirolami, em um prédio moderno construído no antigo Pátio de Veículos da Prefeitura. Em seu mandato como prefeito, Geninho construiu o Centro de Referência do Idoso (CRI), voltado exclusivamente para a população idosa. O objetivo é melhorar a qualidade de vida e promover a integração daqueles que chegam à maioridade, sendo este projeto premiado pela Fundação Liberdade e Cidadania, prêmio Luís Eduardo Magalhães nos EUA.
Na área do saneamento básico, conquistou verbas importantes, como R$ 21 milhões para tratar 100% o Esgoto da Cidade e R$ 11 milhões para buscar água no Rio Cachoeirinha e acabar com o déficit de água potável na cidade. Transformou o Departamento de Água na autarquia Daemo Ambiental e, em agosto de 2011, inaugurou sua sede própria, após 44 anos de sua existência.
Na área de lazer, no ano de seu primeiro mandato, em 2009, trouxe de volta a tradicional Festa do Peão, que há décadas havia deixado de ser realizada, com o rótulo de Olímpia Rodeo Festival, onde se realiza até os dias atuais e por onde já se apresentaram cantores, bandas e duplas famosas como João Bosco e Vinícius, César Menotti e Fabiano e Gusttavo Lima.
Na área do turismo, criou a Secretaria de Turismo, Cultura, Esportes e Lazer; reconstruiu as praças centrais Rui Barbosa e da Matriz, sendo que na Praça Rui Barbosa instalou o Centro de Recepção ao Turista, contratando o Plano Diretor de Desenvolvimento Turístico e em 2013 ainda cedeu para a ETEC um laboratório nos cursos de hospedagem.
No dia 23 de novembro de 2013, o governador de São Paulo, Geraldo Alckmin, foi a Olímpia e assinou o projeto de lei que eleva a cidade a categoria de estância turística, e em 3 de julho de 2014, a Assembleia Legislativa do Estado de São Paulo aprovou a propositura e transformou Olímpia em estância turística. Geninho filiou a cidade de Olimpia na Aprecesp (Associação das Prefeituras das Estâncias do Estado de São Paulo).
Na área da educação, implantou na rede uma alimentação escolar de alta qualidade, distribuindo gratuitamente a mais de 5 mil alunos matérias didáticos, escolares e uniformes contendo camisetas, mochilas, blusas de frio e meias. Construiu a nova creche Tia Nastácia no Jardim Campo Belo, a creche Emília no Jardim Tropical 2 e a Escola Dona Lourice Sgorlon na Cohab 4. Entregou também as reformas das escolas: Eugenio Zacareli, Helena Covelo e da creche no distrito de Baguaçu.
Na área da cultura, convocou todos os escritores do município e no dia 20 de junho de 2012, criou na cidade a Academia Olimpiense de Letras - AOL.
Na área do trânsito, instalou os primeiros semáforos da cidade nos principais cruzamentos, construiu rotatórias, implantou a área azul na região central, instalou sinalização turística e a troca de todas as placas com identificação das ruas.
Na área do Meio Ambiente, construiu o Parque Ambiental, Centro de triagem e o Ecoponto.

## Honrarias
- Prêmio Super Cap de Ouro - Prefeito Revelação em 2009
- Prêmio Sócio Ambiental Chico Mendes - 2010
- Prêmio Prefeito Empreendedor - Sebrae - 2011
- Prêmio Luís Eduardo Magalhães - Fundação Liberdade e Cidadania - 2012
- Prêmio Prefeito Amigo da Criança - Fundação Abrinq - 2012
- Título de Cidadão Honorário de Olímpia/SP - 2013
- Medalha do Corpo de Bombeiros - 2013,
- Bombeiro Honorário do Estado de São Paulo - 2016,
- Prêmio Prefeito Empreendedor - Sebrae - 2016,
- Titulo de Cidadão Miguelópolis - 2018

## Outros cargos exercidos
Além de ter exercidos cargos públicos, Geninho exerceu as seguintes funções:
- Presidente da União dos Estudantes Universitários de Olímpia (UEUO)
- Presidente da Pastoral da Moradia da Igreja Católica
- Fundador da Ordem DeMolay de Olímpia.
- Fundador do Rotaract Club de Olímpia
- Diretor da UVESP - União dos Vereadores do Estado de São Paulo.
- Presidente da União dos Municípios do Vale do Rio Grande (UMVARIG)
- Presidente do Comitê da Bacia Hidrográfica do Turvo/Grande do Fehidro
- Presidente do Consórcio Pró Estradas
- Presidente da Associação dos Municípios da Araraquarense (AMA)
- Membro do Conselho Estadual de Orientação e Controle das Estancias Turísticas
- Conselheiro Estadual de Recursos Hídricos do estado de São Paulo.
- Presidente do CODEVAR - Consorcio de Desenvolvimento do Vale do Rio Grande
- Vice Presidente da APM - Associação Paulista de Municípios (2017 a 2020).